# Florian Tuercke
Florian Tuercke (* 1977 in Nürnberg) ist ein Klangkünstler, der in Nürnberg lebt und arbeitet.

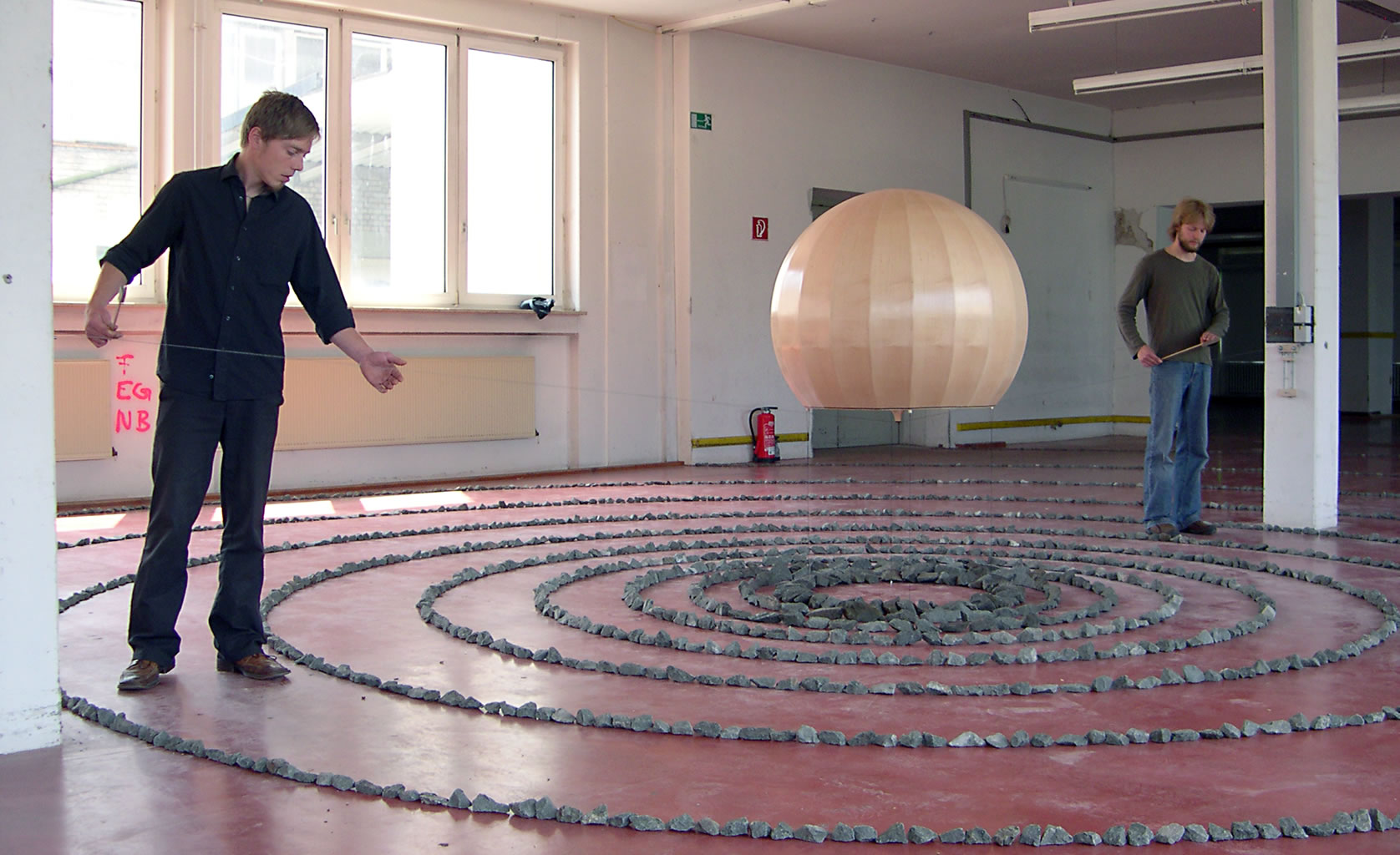
Raum-Klang-Installation Florian Tuercke / Laci Zajac, Höchstadt 2004.

## Leben und Wirken
Von 1999 bis 2005 studierte er Bildende Kunst an der Akademie der Bildenden Künste Nürnberg, mit einem Schwerpunkt auf Installation. 2003 erhielt er von Diet Sayler die Auszeichnung „Meisterschüler“. 2007 beendete er den Postgraduate-Studiengang „Kunst und Öffentlicher Raum“ bei Georg Winter mit einem Diplom. Seither ist er als freischaffender Künstler tätig. Das Werk von Florian Tuercke ist im Spannungsfeld zwischen Skulptur, Performance und Musik angesiedelt. Den Schwerpunkt der Arbeit von Florian Tuercke bildet das Projekt „URBAN AUDIO“, bei dem, mittels analoger Schallwandlungen, das harmonikale Verhalten des Straßenverkehrs, und dessen musikalische Bezüge untersucht werden. Tuercke ist Mitglied der internationalen Künstlergruppe „forschungsgruppe_f“ und des Urban Research Institute. Tuercke arbeitet seit 2004 mit dem Künstler Christian Weiß zusammen, der in seiner Arbeit als  Performer und/oder Assistent in Erscheinung tritt.

## Preise
- 2003 Rothary international Kunstpreis 1. Preis
- 2004 Kunstpreis der Stadt Höchstadt
- 2005 Bayerischer Kulturförderpreis der e-on AG
- 2006 Bayerischer Kunstförderpreis

## Nationale und Internationale Einzel- und Gruppenausstellungen (Auswahl)
- 2002		„1“, ehemaliges Kunsthaus Nürnberg
- 2002		„2 “, AdbK Nürnberg
- 2003		„3“, Epreskert, Budapest, Ungarn
- 2004		„vor ort“, Bildhauersymposium, Rothenburg o.d. Tauber (Katalog)
- 2005	         „40 positionen, 32 Räume“, Museum für moderne Kunst, Hünfeld (Katalog)
- 2005 		„anfangen jetzt“, 3hoch3_aktionskonglomerat, Nürnberg
- 2005 		„khora“, Bildhauersymposium, Hiroshima, Japan (Katalog)
- 2005 		„räumen“, Kunstprojekt im öffentlichen Raum, Hildesheim
- 2005 		„motiva“, Austria Center, Wien (Katalog)
- 2006           „stadt-akustik“, Museum Zirndorf (Einzelausstellung), Zirndorf
- 2006 		„blaue nacht“, Kunstprojekt im öffentlichen Raum, Nürnberg
- 2006 		„re-mig(r)atio“, Kunstprojekt der forschungsgruppe_f im öffentlichen Raum, Budapest
- 2006		„khora 2“, Bildhauersymposium, AdbK Nürnberg (Katalog)
- 2006 	        „FOR EXAMPLE  S,F,N,G,L,B,C“, Ausstellungsbeteiligung mit der forschungsgruppe_f, Shedhalle, Zürich
- 2007             „Bayerischer Kunstförderpreis 06“ Galerie der Künstler, München
- 2007 		„little germany“, Kunstprojekt der forschungsgruppe_f im öffentl. Raum, Stuttgart
- 2007 		STOCK – contemporary art show, Theatro Garibaldi, Palermo, Italien (Katalog)
- 2007 		„little hungary“, Kunstprojekt der forschungsgruppe_f im öffentlichen Raum, Budapest, Ungarn
- 2007 	        „offene Klimastaton“ Urban Research Institute, Kunstprojekt im  öffentlichen Raum, Nürnberg
- 2007 	        „URBAN AUDIO CityMappingNürnberg“ (Einzelausstellung) Kreisgalerie, Nürnberg

## Performances (Auswahl)
- 2004		„145hz“, Franziskanerkirche, Rothenburg ob der Tauber
- 2005 	        „145hz für franziskus“, Franziskanerkirche, Rothenburg ob der Tauber
- 2005	        „waiting for suria“, Klang- und Tanz-Inszenierung in Zusammenarbeit mit Ladislav Zajac, 3hoch3, Nürnberg
- 2006	        „deck_9“, Katharinenparkhaus, Nürnberg
- 2006 	        „analog“, Johanniskirche, Plauen
- 2007 	        „zwischenräume“ in Zusammenarbeit mit Laura Konjetzky, Galerie der Künstler, München
- 2007 		„CityMappingNürnberg“, 23 Kurzperformances

## Lehrtätigkeit
- 2007 		Audio-Workshop im Rahmen der Basislehre, AdBK Nürnberg
- 2007 		Workshop mit der forschungsgruppe_f, ZHD, Zürich

## Kuratorische Tätigkeit
Florian Tuercke ist Mitbegründer der Aktionsgalerie 3hoch3 und hat, als künstlerischer Leiter und Kurator, in Zusammenarbeit mit Ignazio Tola und Ladislav Zajac die folgenden Ausstellungsaktionen organisiert und betreut:
- 2005 	„anfangen Jetzt“
- 2006	„SCHARF SCHIESSEN“ (Interdisziplinäres Symposium mit 25 internationalen Künstlern)
- 2006 	„4+“
- 2007 	„STOCK – Contemporary Art Show“